# Grand orgue de la cathédrale Notre-Dame-de-l'Annonciation de Nancy
Le grand orgue de la cathédrale de Nancy est un orgue dont la construction a débuté en 1756 ; il est situé en tribune au-dessus du portail central de la cathédrale Notre-Dame-de-l'Annonciation de Nancy. Il est classé au titre des monuments historiques.

## Chef-d'œuvre de Dupont – 1763
Construit par Nicolas Dupont, assisté de son frère Joseph, entre 1756 et 1763 dans une primatiale à peine terminée, le grand orgue fut, dès l’origine, l’un des plus grands instruments lorrains et le plus important réalisé par son concepteur. L’instrument se devait de pouvoir rivaliser avec celui construit quelques années plus tôt par le même facteur, pour la cathédrale de Toul, témoignant ainsi des ambitions épiscopales de la capitale du Duché de Lorraine.
Doté de 44 jeux, deux de plus qu’à Toul, l’orgue prit place dans un buffet monumental dessiné probablement par Jean-Nicolas Jennesson. Dupont apporta sans doute sa contribution à la conception puisque la structure du buffet s’apparente clairement à celui de la cathédrale de Toul. Ce dessin sera d’ailleurs repris plus tard pour l’orgue de la cathédrale de Verdun, construit également par Dupont.
Occupant toute la largeur de la tribune, ce somptueux buffet est original à plus d’un titre : la présence des deux grandes tourelles encadrant la fenêtre centrale aujourd’hui masquée, le couronnement armorié surmontant celles-ci, maintenu par d’aériennes guirlandes, ainsi que la tourelle centrale concave et non convexe, conférant à l’ensemble une élégance et un élancement rares.

## Agrandissement de Vautrin – 1814
Nicolas Dupont entretint l’orgue jusqu’à sa mort en 1781, et c’est ensuite son disciple Jean-François Vautrin qui fut chargé d’effectuer des réparations en 1788 et d’ajouter un jeu de grosse caisse. Après avoir traversé la Révolution sans trop de dommage grâce à l’organiste Michelot, « homme de cœur et de bonté » qui y aurait joué des airs révolutionnaires, l’orgue fut néanmoins abîmé et de nouveau réparé par Vautrin en 1808. À cette occasion, les claviers furent étendus de 50 à 53 notes, 4 jeux furent ajoutés au récit, et des modifications de jeux furent opérées au grand-orgue et au positif. L’ajout le plus significatif est sans doute celui des deux Bombardes en bois, à l’arrière de l’instrument, l’une de 16 pieds et l’autre de 32 pieds. L’installation de cette Bombarde 32’, la première en France, nécessita la démolition d’une partie de la corniche arrière. C’est également à cette occasion que la fenêtre centrale fut occultée.
Vautrin ayant entrepris ces travaux sans l’accord écrit de la Fabrique, celle-ci refusa de payer à leur achèvement en 1814. L’affaire traîna beaucoup puisque ce n’est qu’en 1836, alors que Vautrin était déjà mort, qu’un accord fut trouvé entre la Fabrique et les filles du facteur. Avant même que ne soit réglée cette affaire, un marché fut conclu avec Joseph Cuvillier pour remplacer notamment la soufflerie. Mais le Ministère des Cultes demanda d’autres devis de son côté, notamment aux Frères Callinet de Rouffach qui proposèrent d’autres modifications. Ce sont finalement les Frères Claude, originaires de Mirecourt mais installés à Paris, qui furent chargés de nouveaux travaux.

## Reconstruction de Cavaillé-Coll – 1861
Malgré les modifications apportées depuis la mort de Dupont, le grand orgue de la cathédrale restait assez proche de son état original et conservait encore sa structure classique. Mais les goûts ayant évolué depuis un demi-siècle, on fit appel en 1857 au célèbre facteur parisien Aristide Cavaillé-Coll, à qui venait d’être confiée la reconstruction du grand orgue de Saint-Sulpice à Paris, pour transformer l’instrument en un véritable orgue symphonique.
Comme souvent en pareille situation, Cavaillé-Coll conserva le buffet ainsi qu’une grande partie de la tuyauterie du XVIIIe siècle. Il répartit les jeux du clavier de grand-orgue sur deux claviers (grand-orgue et bombarde), ajouta des jeux nouveaux et renouvela tous les organes de l’instrument tels que la soufflerie, la mécanique ou la console. Il remplaça les deux Bombardes en bois de Vautrin par deux jeux identiques, à la même place, et installa un grand récit expressif au sommet de l’instrument. Cachée à l’origine par une toile, la boîte expressive est construite avec des parois latérales en verre, caractéristique qui lui confère une présence et une efficacité exceptionnelles.
Parmi les jeux conservés par Cavaillé-Coll figurent de nombreux jeux d’anches. Le facteur en ajoutera d’autres pour arriver, au total au nombre exceptionnel de 23 soit plus du tiers de l’orgue, la plus grande proportion jamais atteinte chez Cavaillé-Coll. Les fonds – principaux et bourdons – ainsi que les plein-jeux classiques trouveront également place dans l’instrument reconstruit. Enfin, le nombre de jeux de pédale (15) est lui aussi unique, tout comme le nombre de jeux d’anches de pédale, qui ne sera d’ailleurs jamais dépassé dans les plus grands instruments de Cavaillé-Coll.

## Transformations de Hærpfer-Erman – 1965
Aristide Cavaillé-Coll revint en 1881 pour un relevage et c’est son successeur Charles Mutin qui répara en 1921 les dégâts causés par des obus tombés devant la cathédrale. Un projet d’électrification des transmissions par la maison Rœthinger de Strasbourg, supervisé par Marcel Dupré, n’échoua que grâce à la déclaration de la Seconde Guerre mondiale. Ce projet aurait vu la destruction de la mécanique, des sommiers et de la console, et sans doute généré la modification de la composition sonore et une violente ré-harmonisation. Le chef-d’œuvre de Cavaillé-Coll aurait alors été définitivement perdu comme ce fut le cas pour bien d’autres instruments français.
En 1965, un relevage devenu urgent fut réalisé par la manufacture Hærpfer-Erman. Supervisé par Gaston Litaize, celui-ci déboucha finalement sur une transformation selon l’esthétique néo-classique, alors à son apogée dans les années 1960, et dénatura quelque peu l'instrument. À cette occasion, la soufflerie, la mécanique, la console et les sommiers furent globalement préservés, mais la composition fut remodelée et la tuyauterie en partie réharmonisée. Les jeux harmoniques et les gambes caractéristiques de l’orgue romantique tout comme de nombreux jeux de 16 pieds furent supprimés au profit de petits jeux (mixtures et mutations) faisant référence à l’orgue classique. Comme il était d’usage en ces années, Hærpfer-Erman utilisa pour ses nouveaux jeux des matériaux bien peu nobles au regard du caractère historique de l’instrument.

## L'orgue aujourd’hui
Le buffet est classé au titre des Monuments Historiques depuis le 9 août 1906, et la partie instrumentale depuis le 22 septembre 2003.
L’orgue a fait l’objet de travaux d'entretien en 2012 ; ces derniers, réalisés par Laurent Plet et Bertrand Cattiaux, comprirent dépoussiérage, révision des transmissions, vérification de l’étanchéité, ré-harmonisation du positif et restauration de ses jeux d’anches.
Si la composition est désormais légèrement orientée vers l’esthétique néo-classique, l’orgue garde encore, du point de vue sonore, la forte marque de Cavaillé-Coll, et ce, malgré les transformations opérées par Hærpfer-Erman en 1965. Il reste encore 24 jeux (37 %) de Dupont, et 23 (35 %) de Cavaillé-Coll, ainsi que 2 de Vautrin. Beaucoup de jeux (16) ont été remplacés, d’autres ont été modifiés et les derniers ré-harmonisés, mais la pédale et l’extraordinaire récit, plus épargnés, suffisent à donner à l’ensemble son caractère encore nettement symphonique. La composition sonore totalement inédite du plus grand instrument construit par Cavaillé-Coll en province, alliée à l’acoustique à la fois généreuse et distincte de la cathédrale, lui confère une majesté, une puissance et une profondeur rarement atteintes.
De 2021 à 2024, l'orgue fait l'objet d'une grande restauration, afin de lui restituer son état historique lors de sa restauration par Cavaillé-Coll et en y intégrant des améliorations techniques qui favorisent une nouvelle esthétique sonore : toute la partie instrumentale – soit 4 200 tuyaux – sont démontés, transportés, rénovés et rassembles. Les buffets sont quant à eux nettoyés et traités.

## Composition actuelle
| I Positif        |       |
| Montre           | 8'    |
| Bourdon          | 8'    |
| Prestant         | 4'    |
| Nazard           | 2/3'  |
| Doublette        | 2'    |
| Tierce           | 13/5' |
| Larigot          | 1/3'  |
| Piccolo          | 1'    |
| Cornet 5 rgs     |       |
| Fourniture 4 rgs |       |
| Trompette        | 8'    |
| Clairon          | 4'    |
| Basson-hautbois  | 8'    |
| Cromorne         | 8'    |

| II Grand-Orgue   |       |
| Montre           | 16’   |
| Bourdon          | 16’   |
| Montre           | 8’    |
| Flûte harmonique | 8’    |
| Bourdon          | 8’    |
| Prestant         | 4’    |
| Flûte douce      | 4’    |
| Grosse tierce    | 31/5' |
| Quinte           | 2/3'  |
| Doublette        | 2’    |
| Septième         | 1/7'  |

| III Bombarde     |     |
| Principal        | 8'  |
| Principal        | 4’  |
| Principal        | 2’  |
| Cornet 5 rgs     |     |
| Fourniture 5 rgs |     |
| Cymbale 4 rgs    |     |
| Bombarde         | 16’ |
| 1re trompette    | 8’  |
| 2e trompette     | 8’  |
| Clairon          | 4’  |
| Cromorne         | 8’  |

| IV Récit expressif |     |
| Quintaton          | 16’ |
| Principal          | 8’  |
| Bourdon            | 8’  |
| Gambe              | 8’  |
| Voix céleste       | 8’  |
| Flûte octaviante   | 4’  |
| Octavin            | 2’  |
| Cornet 5 rgs       |     |
| Plein-jeu 4 rgs    |     |
| Basson             | 16’ |
| Trompette          | 8’  |
| Clairon            | 4’  |
| Basson-hautbois    | 8’  |
| Voix humaine       | 8’  |

| Pédale          |     |
| Soubasse        | 32’ |
| Flûte           | 16’ |
| Contrebasse     | 16’ |
| Soubasse        | 16’ |
| Flûte           | 8’  |
| Flûte           | 4’  |
| Mixture 4 rgs   |     |
| Contre-bombarde | 32’ |
| Bombarde        | 16’ |
| Bombarde        | 16’ |
| Contrebasson    | 16’ |
| Trompette       | 8’  |
| Basson          | 8’  |
| Clairon         | 4’  |
| Baryton         | 4’  |

| Pédales de combinaison |
| Tirasse Positif        |
| Tirasse G.O.           |
| Tirasse Récit          |
| Copula Pos./G.O.       |
| Copula Bomb./G.O.      |
| Copula Récit/G.O.      |
| Copula G.O.            |
| Appel anches Positif   |
| Appel anches Récit     |
| Appel anches 32'       |
| Appel anches Pédale    |
| Tremblant Positif      |
| Trémolo Récit          |
| Expression Récit       |

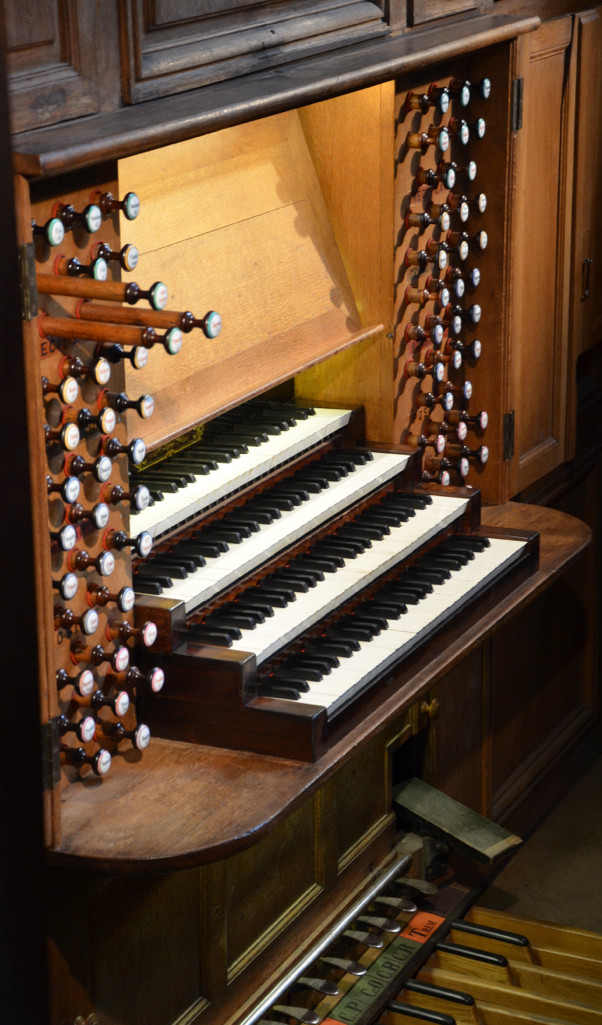
Console du grand orgue de la cathédrale de Nancy

Les claviers manuels ont 54 notes, le pédalier 30 notes.
La transmission est entièrement mécanique, avec machine Barker pour le clavier de grand-orgue et les accouplements.

## Les organistes
- Pierre Cortellezzi en a été le titulaire à l'âge de 24 ans à partir de 1950.
- Johann Vexo est titulaire depuis 2009
- Guillaume Beaudoin est titulaire-adjoint depuis 2014